# Měšťanský dům čp. 37 (Poděbrady)
Měšťanský dům čp. 37 stojí v Poděbradech na severní straně Jiřího náměstí. Má renesanční jádro z 16. století, později byl upraven barokně a klasicistně. Jako jediný dům na náměstí si zachoval vnější barokní vzhled z 18. století. Dům je od roku 1965 chráněn jako kulturní památka.

## Historie
Dům pochází ze 16. století. Údajně jej navrhl architekt Jan Baptista Mathey. Ten je mimo jiné autorem Trojského zámku, na jehož sochařské výzdobě se podílel sochař Procházka, jehož příbuzní žili právě v domě čp. 37/I. Roku 1651 dům koupil důchodní písař Petr Procházka Skuřimský a na jeho místě nechal postavit barokní dům se sladovnou ve dvoře. Sladovna fungovala do roku 1716. Dům byl v letech 1800 a 1832 vážně poškozen požáry. Roku 1852 bylo jeho podloubí zazděno. Vznikly zde obchody. V 19. století dům vlastnil měšťan Eduard Hoffmann. Roku 1878 se v domě narodila akademická malířka Julie Trmalová.

## Popis
Jedná se o zděný patrový dům podélného půdorysu. V přízemí domu se zachovalo zazděné podloubí s křížovou klenbou, v podzemí sklepy s valenými klenbami. V klenutém průjezdu je pískovcový renesanční portál se sladovnickým znakem a letopočtem 1659. Průčelí je trojosé, omítku člení římsy a vodorovné pásy s orámováním oken. Dům má mansardovou střechu krytou taškami. Nad hlavní římsou jsou dva vikýře s oválnými okénky a uprostřed oblouková atika. V minulosti atiku zdobily barokní vázy od sochaře Procházky. Směrem do dvora pozdější přístavby.